# 야마토 민족을 중핵으로 하는 세계정책의 검토
『야마토 민족을 중핵으로 하는 세계정책의 검토』(일본어: 大和民族を中核とする世界政策の検討)는 1943년 7월 1일부로 일본의 후생성 연구소 인구민족부 (현 국립 사회보장-인구문제 연구소)가 작성한 비밀 보고서이다.
3분책3,137페이지로 된 보고서는 주로 인종이론을 다루고 있으며, 전시중의 타민족관의 기초 및 일본 점령 하의 아시아의 전망을 논하고 있다.
기밀문서로 작성되어 100부밖에 인쇄되지 않은데다가, 전쟁 수행에 특출난 영향을 끼치지 않았기 때문에 오랫동안 잊혀져 있었는데, 1986년에 역사가 존 다워가 저서 War without Mercy: Race and Power in the Pacific War (일본어역 용서없는 전쟁 - 태평양전쟁에서의 인종차별)에서 사료로 인용하면서 널리 알려지게 되었다.
1981년에 분쇼쇼인이 전 6권으로 복각하여, 함께 복각한 '전쟁이 인구에 끼치는 영향'의 2권과 함께 간행하고 있다.

## 내용

### 영토확대의 논거
문서는 논문형식으로 되어 있고, 플라톤, 아리스토텔레스로부터 카를 하우스호퍼 등의 근대 독일 사회학자에 이르는 서양철학의 인종관을 개괄하고 있다. 인종 차별과 국가주의, 제국주의적 자본주의의 관련에 대해서도 다루고 있고, 결론으로서 일본의 영토 확대가 군사-경제적 안정 뿐만 아니라 인종의식의 보전에도 기여한다는 것이, 영국 및 독일의 자료를 인용하면서 서술되고 있다. 또한 다세대를 통한 타 문화권의 문화적 동화정책에 관해서도 언급하고 있다.
기본적으로 일본인이 '주류 민족'으로서 아시아 전역에 정착하여 대동아 공영권 범위 내의 아시아 민중들을 해방시켜야 하는 임무를 지니고 있으며, 이를 기반으로 정책을 서술하고 있다.

### 야마토 민족의 생존권 확보와 식민정책
당시 공공연히 제창되고 있던 대동아공영권 개념과 일치하는 부분도 존재하지만, 이 보고서의 대부분은 독일 국가사회주의의 인종, 정치, 경제 이론에 근거하고 있으며, 유대인 문제에 관한 언급이 있는 한편, 반유대주의적인 풍자화도 포함되어 있다(다만 당시 일본에 유대인은 거의 살고 있지 않았다). 논자는 뉴질랜드 및 오스트레일리아을 포함한 동반구 대부분에 대해, 1950년 경의 총 인구를 예상하면서, 그 식민지화의 이유로서 '야마토 민족의 생존권 확보'를 들고 있다. 이는 민족사회주의 독일 노동자당의 '레벤스라움' 개념을 명확히 반영한 이론이다. 막대한 식민지 인구를 통제하기 위한 일본 내의 출산 장려 정책도 담겨 있다. 또한 이 문서에 서술되어 있는 대동아공영권의 확장 범위는 크게 네 단계로 나뉘어 있으며, 1단계와 2단계에서는 동남아시아에 있는 모든 서구 열강들의 식민지와 중국 대륙, 3단계에는 인도와 바이칼 서쪽의 시베리아 지역, 4단계에서 중앙아시아와 서남아시아로 확장한 계획이다.

### 인종적 우월
한편, 아시아 제 민족을 일본이 통치한다는 '공평한 불평등'의 정당화에 대해, 본 보고서는 유교와 가족의 은유를 이용해서 논의를 전개하고 있다. 야마토 민족과 타 민족이 가족과 같은 조화, 성호 번영, 호혜관계를 갖는다고 하면서도, 일본인을 인종적으로 우월한 종족으로서 명확한 en:Hierarchy를 설정하며, 일본인은 아시아 제 민족의 가장으로서 '영원히' 아시아를 통치해야 한다는 사명이 있다고 술하고 있다. 그러나 일본인이 세계의 제 민족을 통솔하는 존재가 되어야 하는지 그렇지 않은지에 대해서는 명확한 결론을 내리고 있지는 않다.

## 서지
- 원서는 일본 국립국회도서관에 소장되어 있다.
  - '야마토 민족을 중핵으로 하는 세계정책의 검토 - 특히 민족인구정책을 중심으로 하여'
    - 제1분책, 후생성연구소 인구민족부 1943년 7월
    - 제2분책, 후생성연구소 인구민족부 1943년 7월
    - 제3분책, 후생대신 관방총무과, 1943년 7월
- 1981년에 분쇼쇼인이 복각판을 출판하였다.
  - 후생성연구소 인구민족부 원편 '민족인구정책연구자료 - 전시하의 후생성연구소 인구민족부 자료', 분쇼쇼인 1981년 12월 - 1982년 2월
    - 제1권 '전쟁이 인구에 미치는 영향 1'
    - 제2권 '전쟁이 인구에 미치는 영향 2'
    - 제3권 '야마토 민족을 중핵으로 하는 세계정책의 검토 1'
    - 제4권 '야마토 민족을 중핵으로 하는 세계정책의 검토 2'
    - 제5권 '야마토 민족을 중핵으로 하는 세계정책의 검토 3'
    - 제6권 '야마토 민족을 중핵으로 하는 세계정책의 검토 4'
    - 제7권 '야마토 민족을 중핵으로 하는 세계정책의 검토 5'
    - 제8권 '야마토 민족을 중핵으로 하는 세계정책의 검토 6'

## 같이 보기
- 야마토 민족
- 백제주(일본어: 百済州 쿠다라슈[*])
- 일본의 민족문제
  - 아이누
  - 류큐민족
- 대동아공영권